# 安芸此葉
安芸 此葉（あき このは、10月23日 - ）は、日本の声優、俳優、ナレーター、演出家。愛知県知多市出身。大分県育ち。血液型はA型。愛知学泉大学卒業。

## 人物
洋画作品の吹き替えやボイスドラマ、ゲーム等を中心に声を当てている。俳優としても活動しており、舞台作品にも度々出演している。現在は声優事務所のポンテと業務提携を結んでいる。
俳優業の傍ら、地域活動の一環として、地域の住民へ向けての演劇入門のワークショップなどを開催。また、コミュニティ診断士の資格を所有している。
Vtuberらによるグループ「V企画」の動画作品でプロデューサー役を担当していたこともある。
肌が弱いため、季節として夏は好きではあるが、苦手でもある。
2021年2月より、自身が基軸となるコラボレーションプロジェクトとして「Project Leafelia」を始動。
2023年より、音声作品やラジオ番組等を手掛ける制作チーム「give&given」の主宰を務めている。
2023年6月、Project Leafelia名義での冠番組『プロジェクト・リーフェリア 虹の架け橋』を市川うららFMにて開始している。
2024年より、声優や脚本家らの育成や制作サポートを主とする「クリエイターズ・ラボ 夢想花」の代表としても活動。

## 出演
太字はメインキャラクター。

### ゲーム
- とらぶるツインズ -MY SWEET BROTHERS-（高校生）
- ブレイブソングオンライン（クレアのおじさん）
- フムフムシューティングスターキャット（バローロ）[6]
- ファイアーエムブレム 風花雪月
- 忍スピリッツS 真田獣勇士伝（三好青海、根津甚八）[7][8][9][10]
- 大乱盗！ジュエルウォーズ（根津吉治郎）[11]
- 俺たちの戦いはこれからだ！ episode1（ユージン）[12][13][14][15]
- ダイイングライト2 ステイヒューマン（僧侶）

### 吹き替え

#### 映画
- 戦艦バウンティ号の叛乱
- 駅馬車（サミュエル・ピーコック）
- バグダッドの盗賊（アブー）
- わが谷は緑なりき（ギルム Jr.）
- 我が道を往く
- コレヒドール戦記
- 荒野の決闘（理髪店主人）
- 三十四丁目の奇蹟
- アパッチ砦（ダン）
- コロラド（トマス）
- 山河遥かなり
- 自転車泥棒
- 黄色いリボン（オラフリン医師）
- 若草物語（ローリー）
- 砂漠の鬼将軍
- 太平洋航空作戦
- 雨に唄えば（ファン〈4〉）
- 百万長者と結婚する方法（ベントン）
- シェーン（サム・グラフトン）
- 紳士は金髪がお好き（選手）
- 第十七捕虜収容所（捕虜〈2〉）
- シャレード（レオポルド・W・ギデオン）
- ビハインド・ザ・レッド・ドア（ロイ〈少年期〉）
- フラッシュバック・キラー（ジョーイ）
- 女処刑人（ディオン）
- 処刑教室（Zコーチ）[16]
- オックスフォード連続殺人（ユーリ・ポドロフ）
- わんぱくバディーズ ダイヤ泥棒をやっつけろ!
- ラブ・クライム（フィネラン）
- ギプスの女（ヒュー）
- 大洪水（テオ、フェリックス）
- ヤバい経済学（ムッライナタン教授）
- UKギャングスター イギリスで最も恐れられた男（グレイグ・ロルフ）
- トレジャー&ドラゴン 魔の竜神と失われた王国（ダンバー）
- ぼくを探しに（シャスポ）
- 光にふれる（シエン）
- レジェンド・オブ・ヴィー 妖怪村と秘密の棺（パーナス）
- ダークウォッチ 戦慄の館（ラッキー）
- ミリオネア・ドッグ（マリオ）
- ブレイド・オブ・ゴッド 天空の剣（チェン・グアン）
- インデムニティ 陰謀の国家（アーチー）
- ダーリン（司教）
- チェンジリング・シークレット
- ボーダー・ウォー -境界線戦-

#### ドラマ
- 名探偵ポワロシリーズ　※デアゴスティーニ版
- 彼と私と両家の事情（ファン）
- RIVER（トーマス・ネイル・クリーム）※CS放送時タイトル：刑事リバー 死者と共に生きる
- ヴェルサイユ（アンドレ・ル・ノートル）
- トラベラーズ（巡査部長）

#### アニメ
- ガジェット警部の事件簿（カッコー、時計屋）

### パチンコ
- CR眠狂四郎（ジュリアン・ヘルナンド）

### ドラマCD
- 僕らの恋と青春のすべて case:04 保健室の僕ら（平井先生）[17]
- 僕らの恋と青春のすべて case:06 修学旅行の僕ら（平井先生）
- 五十嵐くんと中原くん（五十嵐の先輩）[18][19]
- そのアホ捕まえといてください！[20][21]

### デジタルコミック
- 29歳、ひねくれ王子と恋はじめます～恋愛→結婚のススメ～（ウェイター、上司）
- 目が覚めたら30歳、新妻でした～10年分の記憶が無い！～（翔、絵海父、医者）[22]

### 舞台
- 奇跡～南蛮屏風の彼方に～ - サーヴァント 役 ※スペイン・バルセロナ公演
- 堀川端物語 - 亡八 役
- 夏雲のかなたに - 金 役
- Going home - 刑事 役
- カジノフォゥリィヒットパレェド - 佐藤八チロー 役
- サイモンクリニック：教育 - アントーシャ 役
- 浅草幻想曲 - 学生 役
- キネマパラダイス - 映写技師 役
- キネマパラダイス（再演） - サンドウィッチマン 役
- 三匹のこぶた～稲城祭公演～ - 次男ぶた 役
- 人間交差点 - ストーカー 役、進行
- 忍ぶ -くノ一 忠臣蔵 裏綴り-（2017年3月7日 - 12日、ウッディシアター中目黒）[23]
- ウォーク・ディス・ウェイ -それぞれの武士道-（2017年10月4日 - 9日、ウッディシアター中目黒）
- 新版ローリング・スランバー -あの夏、僕が見た閃光-（2018年7月24日 - 29日、ウッディシアター中目黒）- 朴 役[24]
- ニャンダフルデー ～追憶～（2018年9月25日 - 30日、新宿シアターブラッツ） - 坂田友樹 役
- 宙吊りの雨 “たゆたう風”（2018年11月27日 - 12月2日、荻窪小劇場） - 鈴木聡志 役
- マルグリット（2019年5月15日 - 19日、オメガ東京 ※原作「椿姫」） - ワルキル男爵役
- 光と海と 光秀と五右衛門（2019年10月2日 - 5日、渋谷伝承ホール）
- アチャラカ 昭和の喜劇人・古川ロッパ、ハリキる（2021年1月28日 - 31日、劇場MOMO）[25]

### テレビ
- うたごえプロジェクト めをとじ（2024年6月11日、テレビ東京）

### ラジオ
- 土曜ドラマランド（Kiss FM KOBE）
- かようびのしゅうまつ（FMラブィート）
- アニドラファンタジー（2015年6月29日、REDS WAVE）[26][27]
- 虹色パスタの巻いてけラジオ（2016年8月15日 - 2016年11月1日、FLAP RADIO）
- 此葉のボクんちコミュニケーション（2016年11月15日 - 2018年2月1日、FLAP RADIO）[28]
- ウィンディーズマニア！シャバダバ！WMS2.0（2021年10月26日、市川うららFM）[29]
- プロジェクト・リーフェリア 虹の架け橋（2023年6月7日 - 、市川うららFM）

### ラジオドラマ
- メガゾーン23 ザ・エクステンド・ストーリー（2007年、文化放送） - 花田秀次郎 役
- Prity Stone（かわさきFM） - ハヤト 役
- 聖なる大木、引退寸前（2015年6月29日、REDS WAVE） - ヴォルト 役
- 揚げたては、いつも幸せ（2023年8月30日、市川うららFM） - 青野 役
- まさらダイニングのカレーレシピ ～美味しい春のさがし方～（2024年3月20日、市川うららFM） - シン 役

### ナレーション
- 厚木市 ゴミ減量化・資源化新システム ミッション35（アースコマンドー）
- フジテレビ系列「ライオンのごきげんよう」（特番ナレーション）
- テレビ神奈川「アテンションプリーズ☆」（レギュラーナレーション）
- 肝炎患者の会 HP用ナレーション
- 難病患者の会 HP用ナレーション
- 自分にあったビジネス180分起業術
- 新超高速勉強法 「結果」は「速さ」に比例する！
- 日の丸半導体は死なず
- 東大生が教える！超集中術

### MUSIC VIDEO
- 三浦隆一（空想委員会）「えん」

### その他コンテンツ
- タカラトミー プラレール ピカッとシグナル ! GOGO発車ステーション（商品内蔵音声）
- 聴くanime「彼岸のオルカ」（大瀬）[30]
- 聴くanime「地獄くらやみ花もなき」（獅堂風見男）

## 演出

### ラジオドラマ
- この世界に転生したくない件（2024年3月27日、市川うららFM）
- ボックス!（2024年5月15日、市川うららFM）
- 蒼の国の鐘が鳴る（2024年5月29日、市川うららFM）
- すべての六月に花束を（2024年6月19日、市川うららFM）
- 縁結びの雨音が聞こえる（2024年6月26日、市川うららFM）
- 空を泳ぐ鯨（2024年7月17日、市川うららFM）
- わたしを探してください（2024年7月31日、市川うららFM）
- モフモフ（2024年8月21日、市川うららFM）
- 白鳥坂ファミリーカウンセリングルームにようこそ（2024年8月28日、市川うららFM）
- 楽園戦隊シャングリラーズ、（2024年9月18日、市川うららFM）
- 月夜の人外（2024年9月25日、市川うららFM）
- 過去への招待状（2024年10月16日、市川うららFM）
- 赤い牙は孤独に濡れる（2024年10月30日、市川うららFM）
- ミスターサウナマン（2024年11月20日、市川うららFM）
- 女たちの挽歌（2024年11月27日、市川うららFM）
- 十二月の木漏れ日（2024年12月18日、市川うららFM）
- 縁切り屋 りん（2024年12月25日、市川うららFM）
- 夜明けの七草（2025年1月15日、市川うららFM）
- 年神様（2025年1月29日、市川うららFM）
- 赤い牙に命をかけて（2025年2月19日、市川うららFM）
- 潮騒と嗚咽（2025年2月26日、市川うららFM）
- 私は魚座（2025年3月19日、市川うららFM）
- 母の三月尽（2025年3月26日、市川うららFM）
- Like you play ～まるで遊ぶように～（2025年4月16日、市川うららFM）
- 黒の連鎖（2025年4月30日、市川うららFM）
- 今夜、クラブロッソで。（2025年5月21日・28日、市川うららFM）
- 悦ちゃんの雨宿り（2025年6月18日、市川うららFM）
- 変わらない男（2025年6月25日、市川うららFM）

### 朗読劇
- この世が終わるその前に（2024年6月29日 - 30日、MDスタジオ）
- ロールシャッハの歪曲面（2024年6月29日 - 30日、MDスタジオ）
- 忘却のヒーロー（2024年6月29日 - 30日、MDスタジオ）

## タイアップ
※Project Leafelia名義の作品。
| 曲名 | タイアップ                                                                            |
| ---- | ------------------------------------------------------------------------------------- |
| 落日 | 市川うららFM「プロジェクト・リーフェリア 虹の架け橋」オープニングテーマ               |
| PRAY | レインボータウンFM「ミュージックテラス★WANTED」2022年5月度 第三週目エンディングテーマ |